# Luciano Bergamin
Luciano Bergamin (Loria, 4 maggio 1944) è un vescovo cattolico e missionario italiano, dal 15 maggio 2019 vescovo emerito di Nova Iguaçu.

## Biografia
Monsignor Luciano Bergamin è nato a Loria il 4 maggio 1944.

### Formazione e ministero sacerdotale
Dopo gli studi preparatori nel seminario "S.Pio X", dei canonici regolari lateranensi, ha frequentato a Roma i corsi di filosofia presso la Pontificia università "San Tommaso d'Aquino", e quelli di teologia presso la Pontificia Università Gregoriana, ottenendo la licenza in entrambe le discipline.
Il 2 ottobre 1960 ha emesso la professione solenne. Il 10 aprile 1969 è stato ordinato presbitero a Castelfranco Veneto. È quindi partito come missionario in Brasile dove è stato promotore vocazionale e formatore nel seminario minore del suo ordine, maestro dei novizi e dei professi, parroco della parrocchia di San Michele nell'arcidiocesi di Curitiba, parroco della parrocchia di Nostra Signora dei Rimedi nella diocesi di Osasco e moderatore per il Brasile del suo ordine. Ha anche insegnato filosofia presso l'Istituto Vincenziano di Curitiba e teologia all'Istituto "Pio XI" a San Paolo.

### Ministero episcopale
Il 5 aprile 2000 papa Giovanni Paolo II lo ha nominato vescovo ausiliare di Santo Amaro e titolare di Ottabia. Ha ricevuto l'ordinazione episcopale il 20 maggio successivo dal vescovo di Santo Amaro Fernando Antônio Figueiredo, coconsacranti il vescovo di Campo Limpo Emílio Pignoli e quello di Osasco Francisco Manuel Vieira.
Il 24 luglio 2002 papa Giovanni Paolo II lo ha nominato vescovo di Nova Iguaçu; è succeduto a Werner Franz Siebenbrock, precedentemente nominato vescovo di Governador Valadares. Ha preso possesso della diocesi il 22 settembre successivo.
Nel settembre del 2010 ha compiuto la visita ad limina.
Il 12 maggio 2011, durante la 49ª assemblea dell'episcopato brasiliano ad Aparecida è stato eletto vicepresidente della Conferenza episcopale della regione Est-1 della Conferenza nazionale dei vescovi del Brasile.
Il 15 maggio 2019 papa Francesco ha accolto la sua rinuncia, presentata per raggiunti limiti di età; gli è succeduto il vescovo coadiutore Gilson Andrade da Silva.

## Genealogia episcopale
La genealogia episcopale è:
- Cardinale Scipione Rebiba
- Cardinale Giulio Antonio Santori
- Cardinale Girolamo Bernerio, O.P.
- Arcivescovo Galeazzo Sanvitale
- Cardinale Ludovico Ludovisi
- Cardinale Luigi Caetani
- Cardinale Ulderico Carpegna
- Cardinale Paluzzo Paluzzi Altieri degli Albertoni
- Papa Benedetto XIII
- Papa Benedetto XIV
- Papa Clemente XIII
- Cardinale Bernardino Giraud
- Cardinale Alessandro Mattei
- Cardinale Pietro Francesco Galleffi
- Cardinale Giacomo Filippo Fransoni
- Cardinale Carlo Sacconi
- Cardinale Edward Henry Howard
- Cardinale Mariano Rampolla del Tindaro
- Cardinale Rafael Merry del Val
- Arcivescovo Duarte Leopoldo e Silva
- Arcivescovo Paulo de Tarso Campos
- Cardinale Agnelo Rossi
- Cardinale Paulo Evaristo Arns, O.F.M.
- Vescovo Fernando Antônio Figueiredo, O.F.M.
- Vescovo Luciano Bergamin, C.R.L.